# Leonardo Di Costanzo
Leonardo Di Costanzo (Ischia, 1958) è un regista, sceneggiatore e direttore della fotografia italiano.

## Biografia
Nato ad Ischia, vive tra Parigi e Napoli. Ha iniziato a lavorare nel mondo del cinema in Francia alla fine degli anni '80. Nel 2003 ha realizzato il documentario A scuola, che riceve la candidatura al David di Donatello al miglior documentario. A questo lavoro hanno fatto seguito altri documentari nei primi anni 2000. Nel 2012 ha realizzato la sua opera prima, L'intervallo, film presentato alla 69ª Mostra internazionale d'arte cinematografica di Venezia nella sezione Orizzonti. Con questa pellicola vince il David di Donatello per il miglior regista esordiente, il Ciak d'oro per il miglior film e per la migliore opera prima e il Gran Premio della stampa estera ai Globi d'oro 2013.
Nel 2015 è membro della giuria per il concorso dei documentari internazionali al 33° Torino Film Festival.

## Filmografia

### Lungometraggi
- L'intervallo (2012)
- I ponti di Sarajevo (2014) - film collettivo
- L'intrusa (2017)
- Ariaferma (2021)
- Elisa (2025)

### Altro
- Prove di stato (1998) - film TV
- Un cas d'école (2003) - documentario
- Odessa (2006) - documentario
- L'orchestra di Piazza Vittorio: I Diari del Ritorno (2007) - documentario, segmento Houcine
- Cadenza d'inganno (2011) - documentario

## Premi e riconoscimenti
Premio Procida Isola di Arturo Elsa Morante
- 2023 - Sezione Settima Arte per Procida

### Cairo International Film Festival
- 2017 - Piramide d'oro per L'intrusa

### David di Donatello
- 2013 - Miglior regista esordiente per L'intervallo
- 2022 - Candidatura al miglior film per Ariaferma
- 2022 - Candidatura al miglior regista per Ariaferma
- 2022 - Miglior sceneggiatura originale per Ariaferma

### Globo d'oro
- 2013 - Candidatura alla miglior opera prima per L'intervallo
- 2013 - Candidatura al miglior regista per L'intervallo
- 2013 - Miglior film per L'intervallo

### Nastro d'argento
- 2013 - Candidatura al miglior regista esordiente per L'intervallo
- 2013 - Candidatura al miglior soggetto per L'intervallo
- 2018 - Candidatura alla miglior sceneggiatura per L'intrusa

### Ciak d'oro
- 2013 - Migliore opera prima per L'intervallo[2]
- 2022 - Candidatura al miglior regista per Ariaferma[3][4]